# Họ Nhím lông Cựu Thế giới
Họ Nhím lông Cựu thế giới, tại Việt Nam đơn giản gọi là họ Nhím (danh pháp khoa học: Hystricidae) là một họ thuộc bộ Gặm nhấm (Rodentia). Các loài thuộc họ này có kích cỡ trung bình, bên ngoài có bộ lông có gai và trâm nhọn cứng có tác dụng tự vệ. Thức ăn của chúng là rễ cây, các loại côn trùng nhỏ. Tại Việt Nam có nhím ('Acanthion spp.) và đon (Atherurus).

## Phân loại
Đây là danh sách các loài nhím và các chi đã tuyệt chủng (McKenna and Bell, 1997):
- Họ Hystricidae
  - Hystrix
    - Phân chi Acanthion
      - Nhím Malaya (Hystrix brachyura)
      - Nhím Sunda (Hystrix javanica)

    - Phân chi Hystrix
      - Nhím Cape (Hystrix africaeaustralis)
      - Nhím mào (Hystrix cristata)
      - Nhím Ấn Độ (Hystrix indica)

    - Phân chi Thecurus
      - Hystrix crassispinis
      - Nhím Indonesia (Hystrix pumila)
      - Hystrix sumatrae (nhím Sumata)

  - †Miohystrix
  - †Xenohystrix
  - †Sivacanthion
  - Atherurus
    - Atherurus africanus
    - Atherurus macrourus

  - Trichys
    - Trichys fasciculata

## Hình ảnh

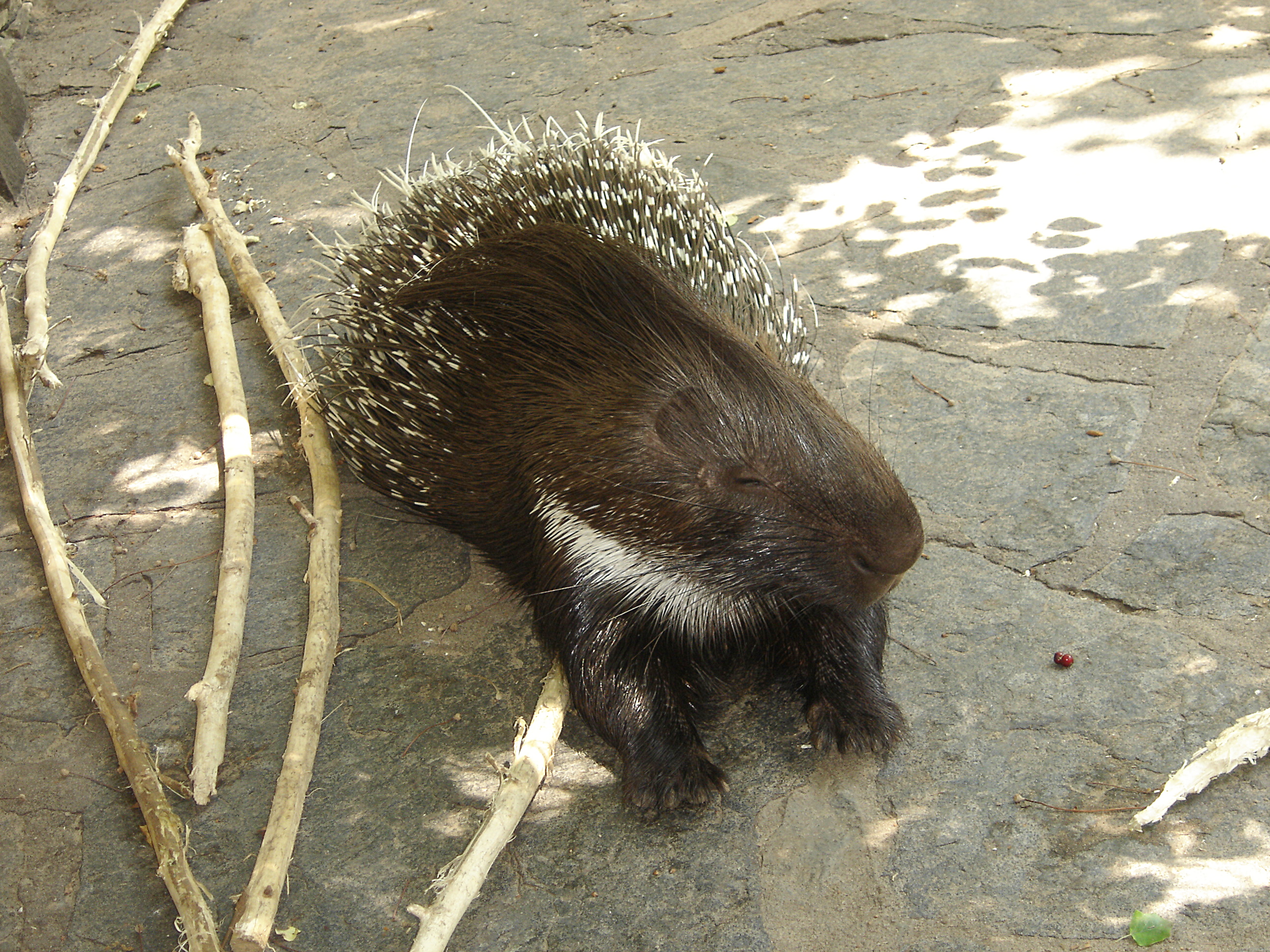
Nhím Atherurus tại vườn thú Berlin
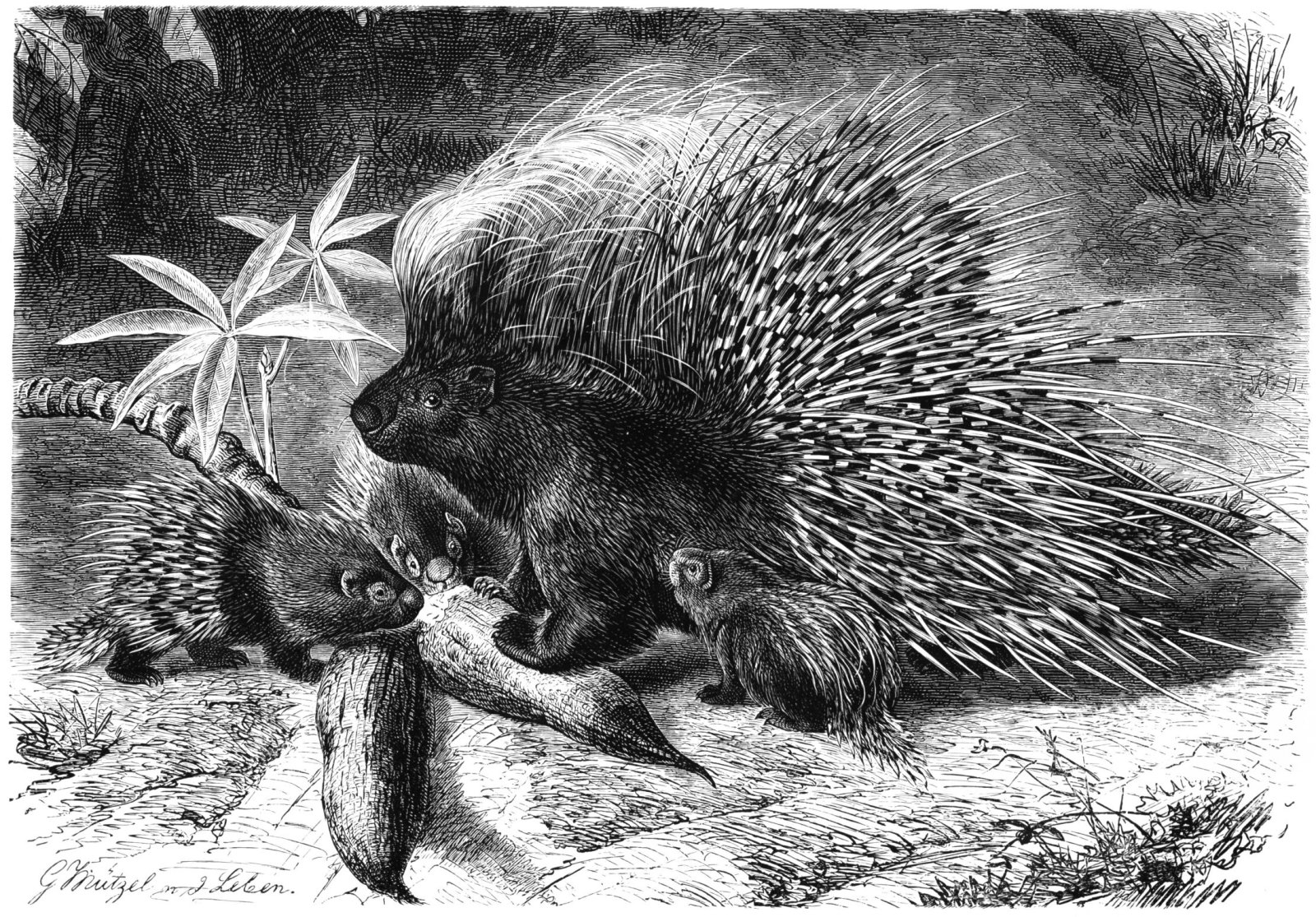
Hystrix cristata Bắc Mỹ
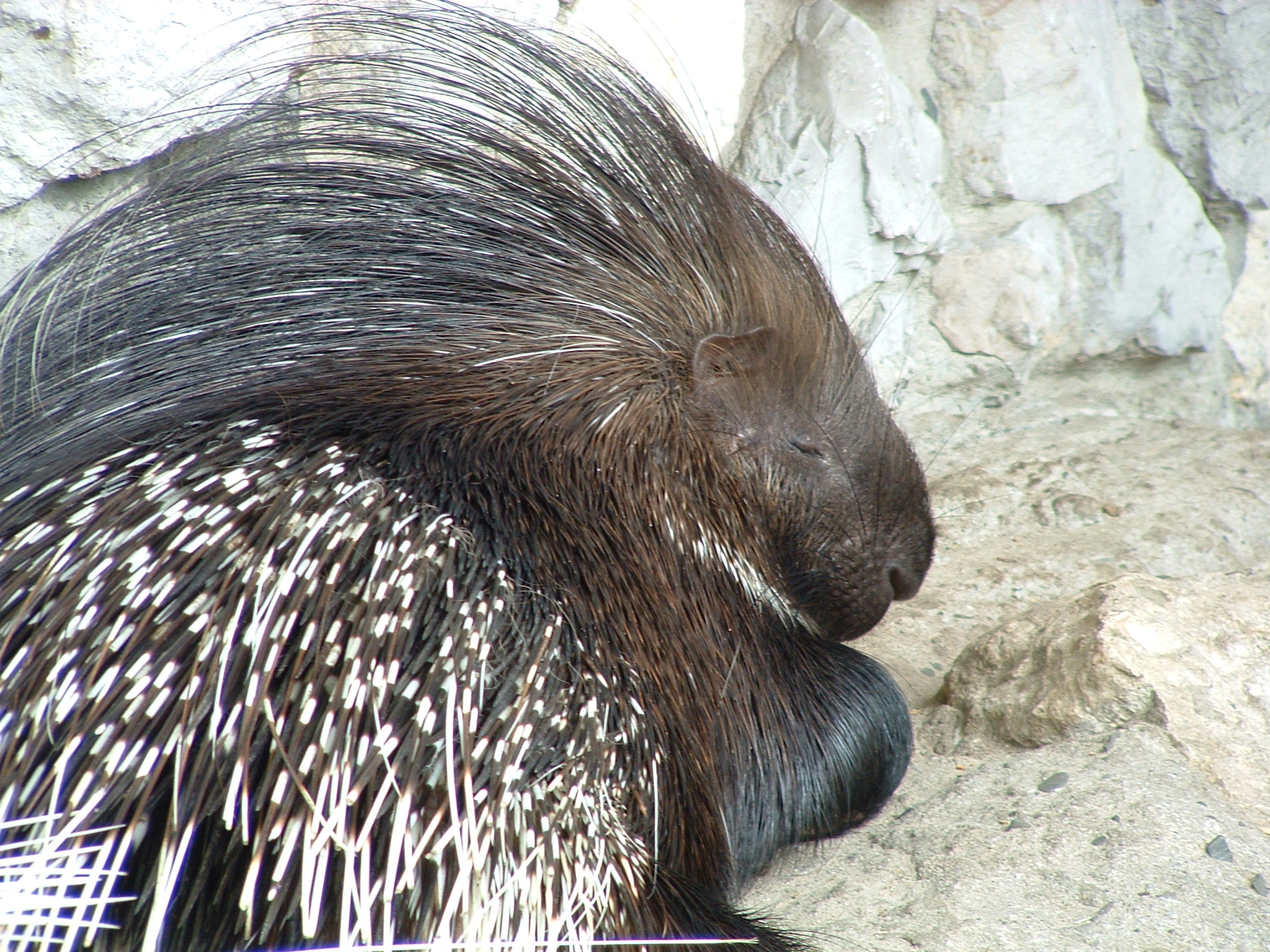
Nhím Hystrix Ấn Độ
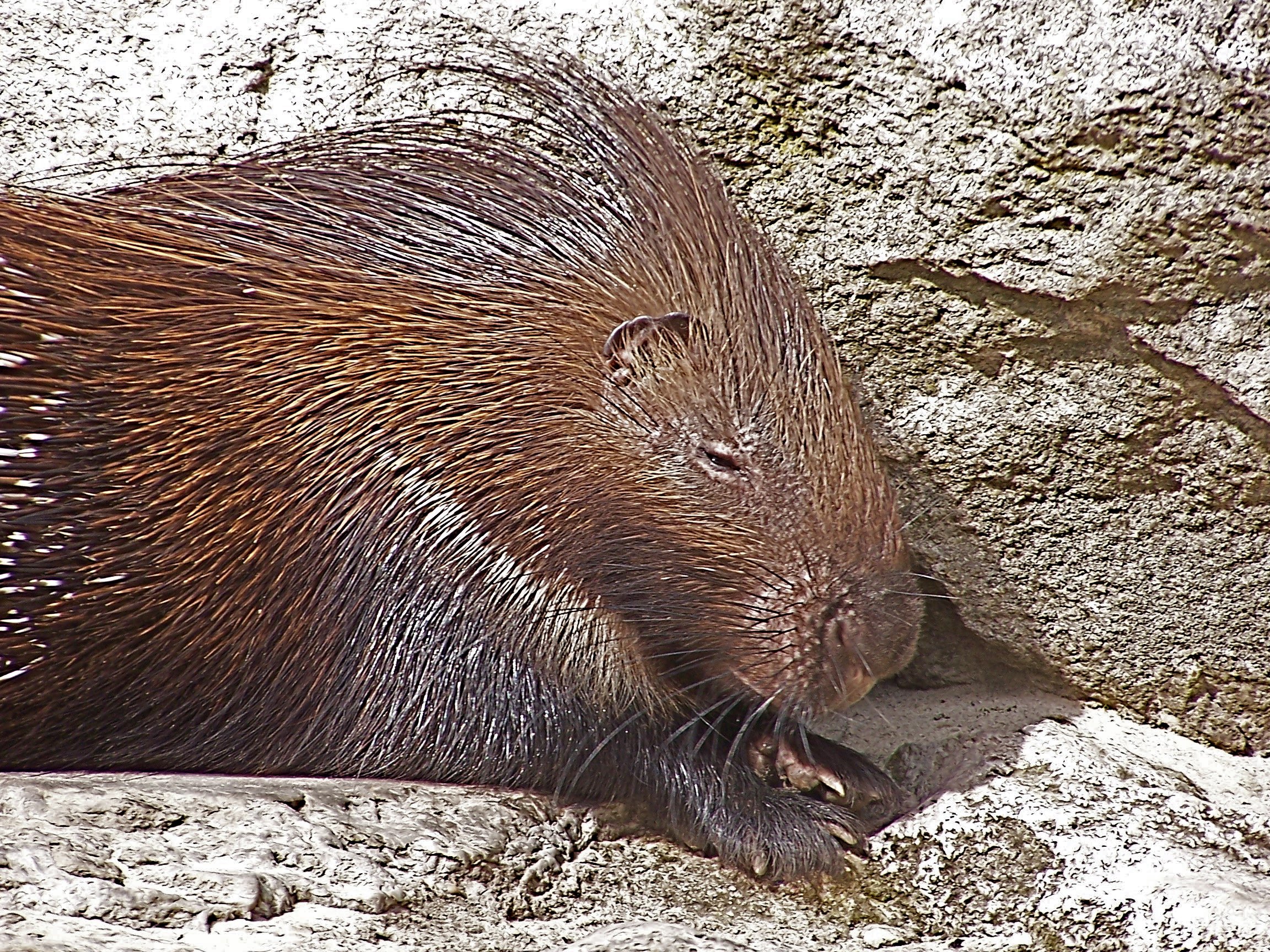
Nhím Hystrix leucura tại Berlin